# روبرت ماكنزي (لاعب كرة قدم أسترالية)
روبرت ماكنزي (بالإنجليزية: Robert McKenzie)‏ هو لاعب كرة قدم أسترالية أسترالي، ولد في 31 مايو 1950.

## وصلات خارجية
- روبرت ماكنزي على موقع AustralianFootball.com (الإنجليزية)
- روبرت ماكنزي على موقع AFLtables.com (الإنجليزية)